# Dead Man’s Eyes (Film)
Dead Man’s Eyes ist ein in Schwarzweiß gedrehter US-amerikanischer Mystery-Film aus dem Jahr 1944. Er ist nach Calling Dr. Death und Weird Woman der dritte Teil der insgesamt sechsteiligen The-Inner-Sanctum-Reihe. Reginald Le Borg inszenierte den Film für Universal Pictures, das Drehbuch schrieb Dwight V. Babcock.

## Handlung
Der Künstler David „Dave“ Stuart wird von einem eifersüchtigen Assistenten mit ätzender Säure geblendet. Dr. Stanley „Dad“ Hayden, der Vater seiner Verlobten Heather „Brat“ Hayden, bietet ihm seine Augen als Spende für eine neuartige Operation an, die die Sicht wiederherstellen soll. Der Haken an der Sache: Stuart muss warten, bis der Spender stirbt. Als dieser vorzeitig ablebt, wird Stuart verdächtigt. Der wahre Mörder indes begeht noch weitere Taten, damit die Wahrheit verborgen bleibt.

## Kritik
Bei Rotten Tomatoes erhielt der Film eine „Audience Score“ von 11 %. In der Rezension des All Movie Guide wurde die Leistung von Lon Chaney Jr. hervorgehoben, der wie gewohnt „durchweg besser“ sei als seine Filme.